# Stazione di Brindisi
La stazione di Brindisi è la principale stazione ferroviaria di Brindisi, posta a servizio della sua provincia. Si trova in piazza Francesco Crispi, nel centro della città.
È gestita da Rete Ferroviaria Italiana (RFI).
La cartellonistica reca la dicitura Brindisi Centrale, nome che la stazione ha portato fino alla soppressione di Brindisi Marittima; da quel momento, è denominata semplicemente Brindisi.

## Storia

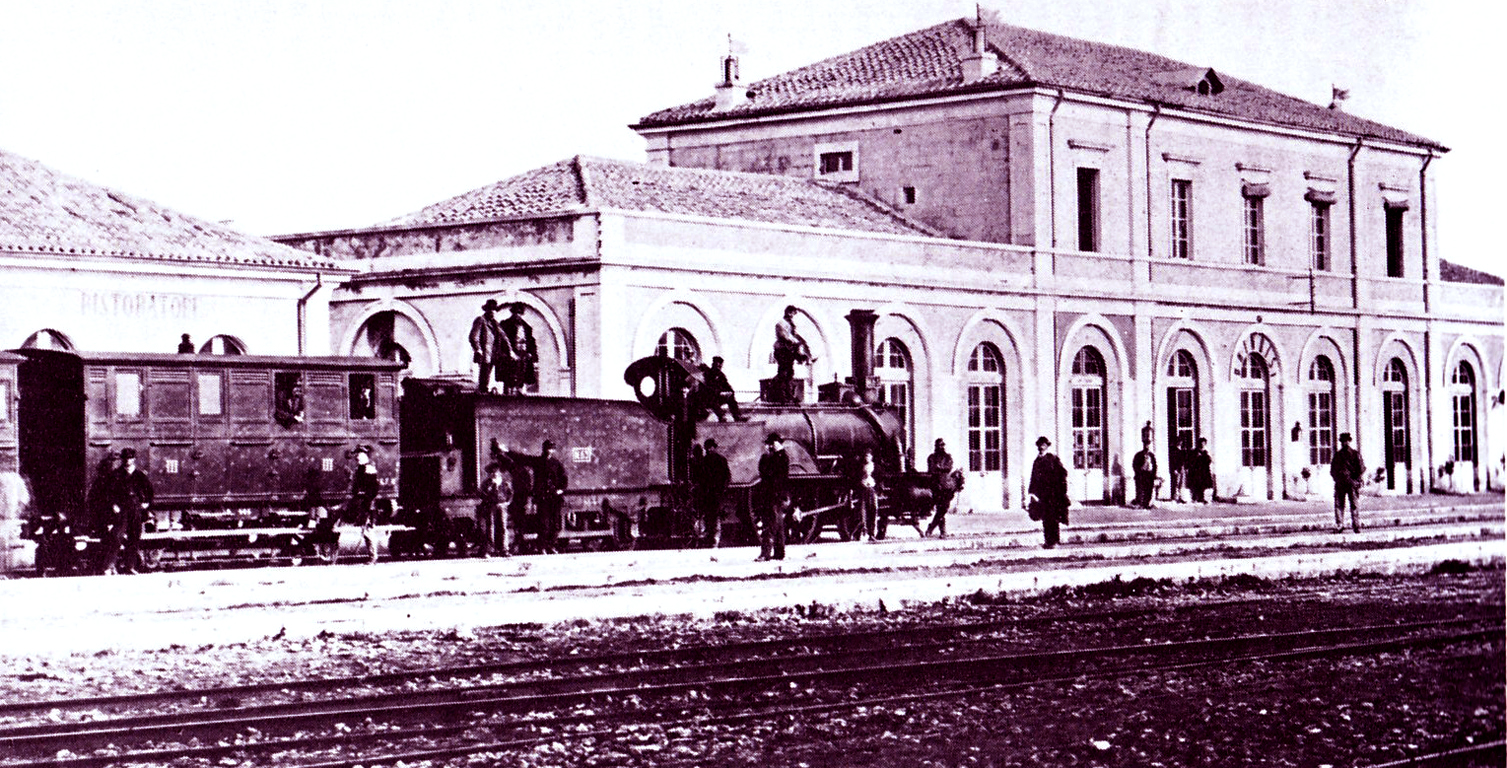
La stazione intorno al 1870

La stazione fu realizzata nel 1864 in una zona all'epoca in piena espansione.
Costruita come una tipica stazione di transito, rimase capolinea della ferrovia Adriatica fino al 15 febbraio 1866, quando venne aperto il tronco Brindisi-Lecce.

## Strutture e impianti

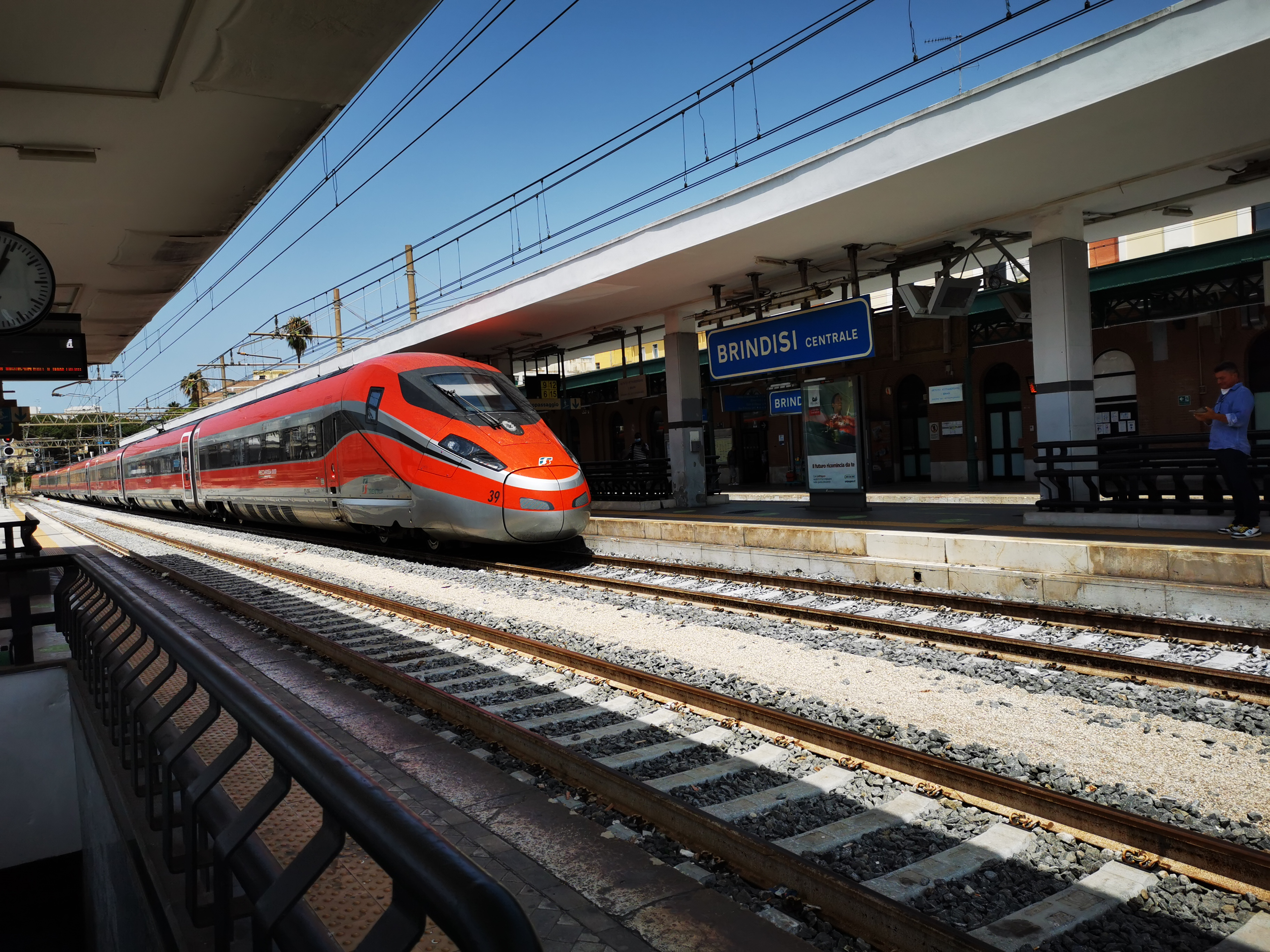
Il piazzale binari, con treno Frecciarossa 1000

La stazione presenta cinque binari destinati al servizio viaggiatori. È inoltre presente un fascio di binari dedicati al servizio merci.
In passato la stazione era collegata con la soppressa stazione di Brindisi Marittima.

## Movimento
La stazione è servita da treni regionali da e per stazione di Bari Centrale, Taranto e Lecce, svolti da Trenitalia nel quadro del contratto di servizio con la regione Puglia.
La stazione è inoltre servita da collegamenti a lunga percorrenza di categoria Frecciarossa, Frecciargento, Intercity e Intercity Notte, svolti da Trenitalia.

## Servizi
La stazione dispone di:
- Bar
- Biglietteria automatica e a sportello
- Negozi
- Area per l'attesa
- Servizi igienici
- Posto di Polizia ferroviaria
- Accessibilità per portatori di handicap
- Fermata autolinee urbane STP Brindisi ed extraurbane